# Traveler (serie televisiva)
Traveler è una serie televisiva statunitense di genere thriller-drammatico ideata da David DiGilio e trasmessa negli Stati Uniti nel 2007.

## Trama
La serie segue Jay Burchell e Tyler Fog, due studenti laureati che diventano sospettati quando il fittizio Drexler Museum di New York viene bombardato mentre stanno facendo uno scherzo giovanile. Sembra che il loro amico e compagno di stanza, Will Traveler, li abbia incastrati per l'attentato. In seguito, Traveler scompare e non ci sono prove della sua esistenza. Jay e Tyler fuggono dalle autorità, che li credono terroristi interni. Mentre sono in fuga e cercano di riabilitare la propria reputazione, tentano di indagare sul passato di Will Traveler nella speranza di scoprire i motivi per cui Will si è rivoltato contro i suoi amici.
Nel frattempo, Traveler intraprende una ricerca simile di risposte. Si scopre che in realtà è un agente segreto che lavora per una divisione del Dipartimento della Sicurezza Interna chiamata Quarta Divisione, e lentamente una complessa cospirazione viene svelata.
Jay e Tyler si riuniscono a Will nel settimo episodio e insieme i tre cercano di assicurare alla giustizia i responsabili. Riescono a rapire Jack Freed, direttore della Quarta Divisione, ma prima che possano usarlo per scagionare Jay e Tyler, la limousine con Jack Freed a bordo esplode e la serie viene cancellata senza ulteriori sviluppi.

## Registi
- David Nutter (episodio 1)
- Fred Gerber (episodi 2 e 6)
- Marcos Siega (episodio 3)
- Guy Ferland (episodio 4)
- Sergio Mimica-Gezzan (episodio 5)
- Tim Matheson (episodio 7)
- Paul A. Edwards (episodio 8)